# 择偶

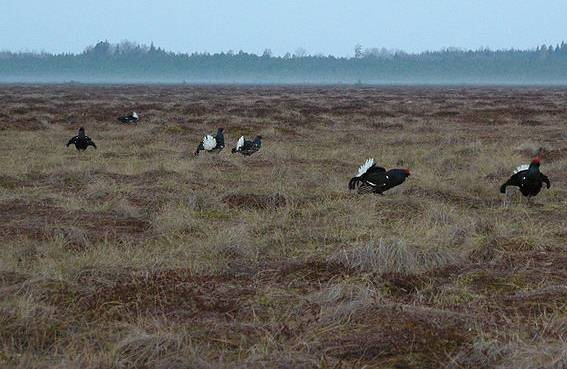
择偶在求偶場中很常见。在求偶场，雄性黑琴鸡聚集在沼泽中，雌性来此观察雄性，然后选择一只进行交配。

择偶是进化的主要机制之一，其特点是“动物对特定刺激的选择性反应”，这可被视作一种行为。换句话说，在动物与潜在配偶接触之前，它们首先会评估该配偶的各个方面来判断其品质，比如配偶所拥有的资源或表型，然后会评估这些特定特征是否对自己有利。

## 参看
- 配对相容性